# NGC 300
NGC 300 (Caldwell 70) est une galaxie spirale, située à environ 6,5 millions d'années-lumière de la Terre, dans la constellation du Sculpteur. Elle a été découverte par l'astronome écossais James Dunlop en 1826.

## Caractéristiques

### Distance
Trop rapprochée du Groupe local, on ne peut utiliser la loi de Hubble-Lemaître pour déterminer sa distance. Cependant, à ce jour, 74 mesures non basées sur le décalage vers le rouge (redshift) donnent une distance de 1,939 ± 0,262 Mpc (∼6,32 millions d'al).

### Luminosité
En raison d'une brillance de surface égale à 14,07 mag/am2, on peut qualifier NGC 300 de galaxie à faible brillance de surface (LSB en anglais pour low surface brightness). Les galaxies LSB sont des galaxies diffuses (D) avec une brillance de surface inférieure de moins d'une magnitude à celle du ciel nocturne ambiant.
La luminosité de la galaxie de NGC 300 dans l'infrarouge lointain (de 40 à 400 µm) est égale à 2,24 × 108 {\displaystyle L_{\odot }} (108,35{\displaystyle L_{\odot }}) et sa luminosité totale dans l'infrarouge (de 8 à 1 000 µm) est de 2,45 × 108 {\displaystyle L_{\odot }} (108,39{\displaystyle L_{\odot }}).

### Morphologie
NGC 300 a été utilisée par Gérard de Vaucouleurs comme une galaxie de type morphologique SA(s)d dans son atlas des galaxies,.

## Interaction gravitationnelle avec NGC 55
La galaxie spirale magellanique NGC 55 est à environ 5,9 millions d’années-lumière et NGC 300 à 6,3 millions d’années-lumière de nous. Cette distance, basée sur le décalage vers le rouge (redshift), est confirmée par de très nombreuses mesures indépendantes du décalage vers le rouge. Comme elles sont relativement rapprochées sur la sphère céleste, à environ un million d’années-lumière, on pense qu'elles pourraient être en interaction gravitationnelle. On a longtemps cru que ces deux galaxies étaient dans le groupe du Sculpteur, mais on sait maintenant qu'elles sont plus près de nous que les galaxies de ce groupe qui sont à environ 13 millions d’années-lumière.

## Une supernova imposteuse dans NGC 300
De nombreuses études ont été consacrées à la supernova SN 2010da depuis sa découverte le 23 mai 2010 dans NGC 300. Il s'agit d'une supernova imposteuse,,. 

## Galerie

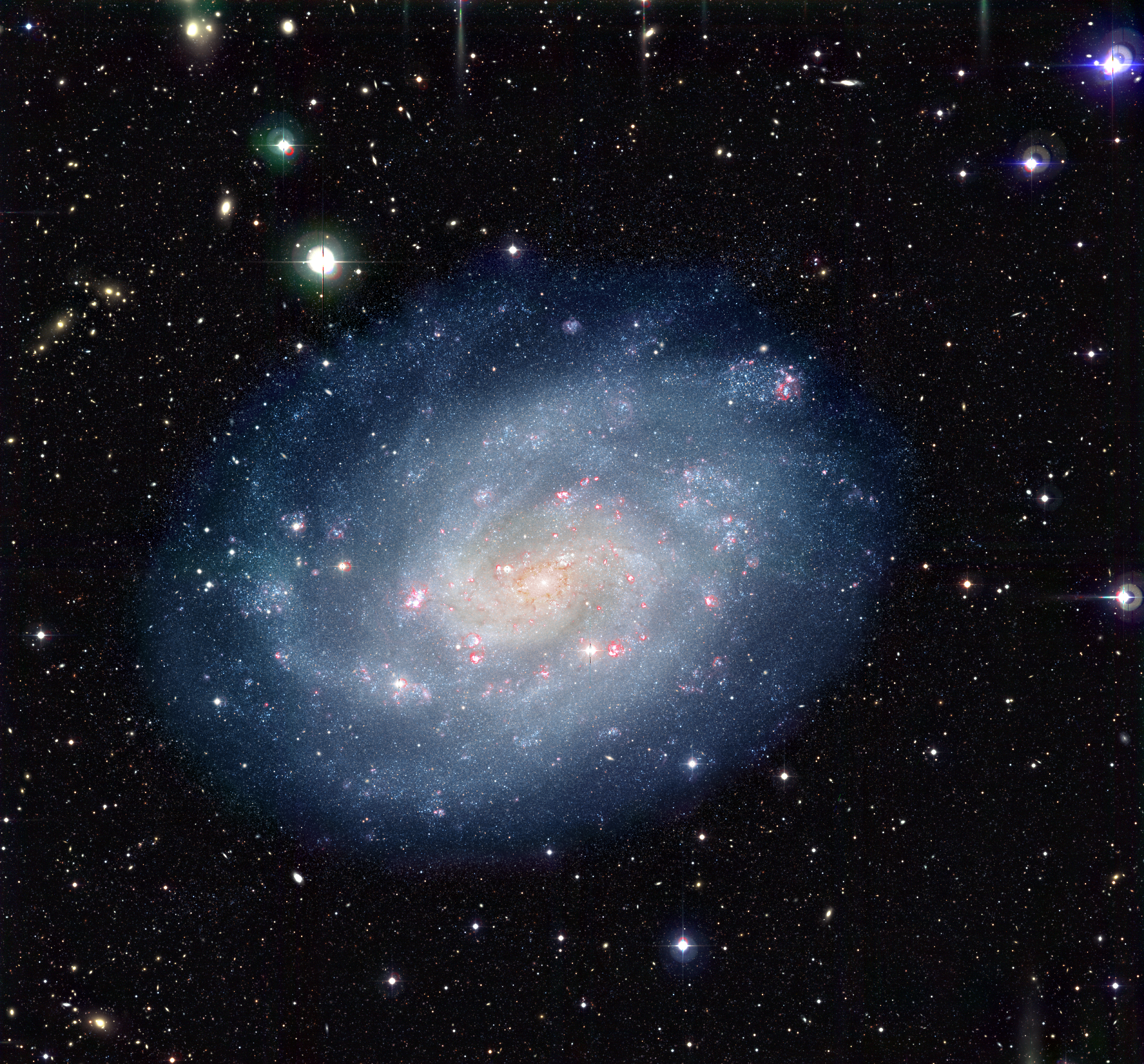
Image captée par le 'Wide-Field Imager' du télescope MPG de 2,2 m de l'observatoire de La Silla.
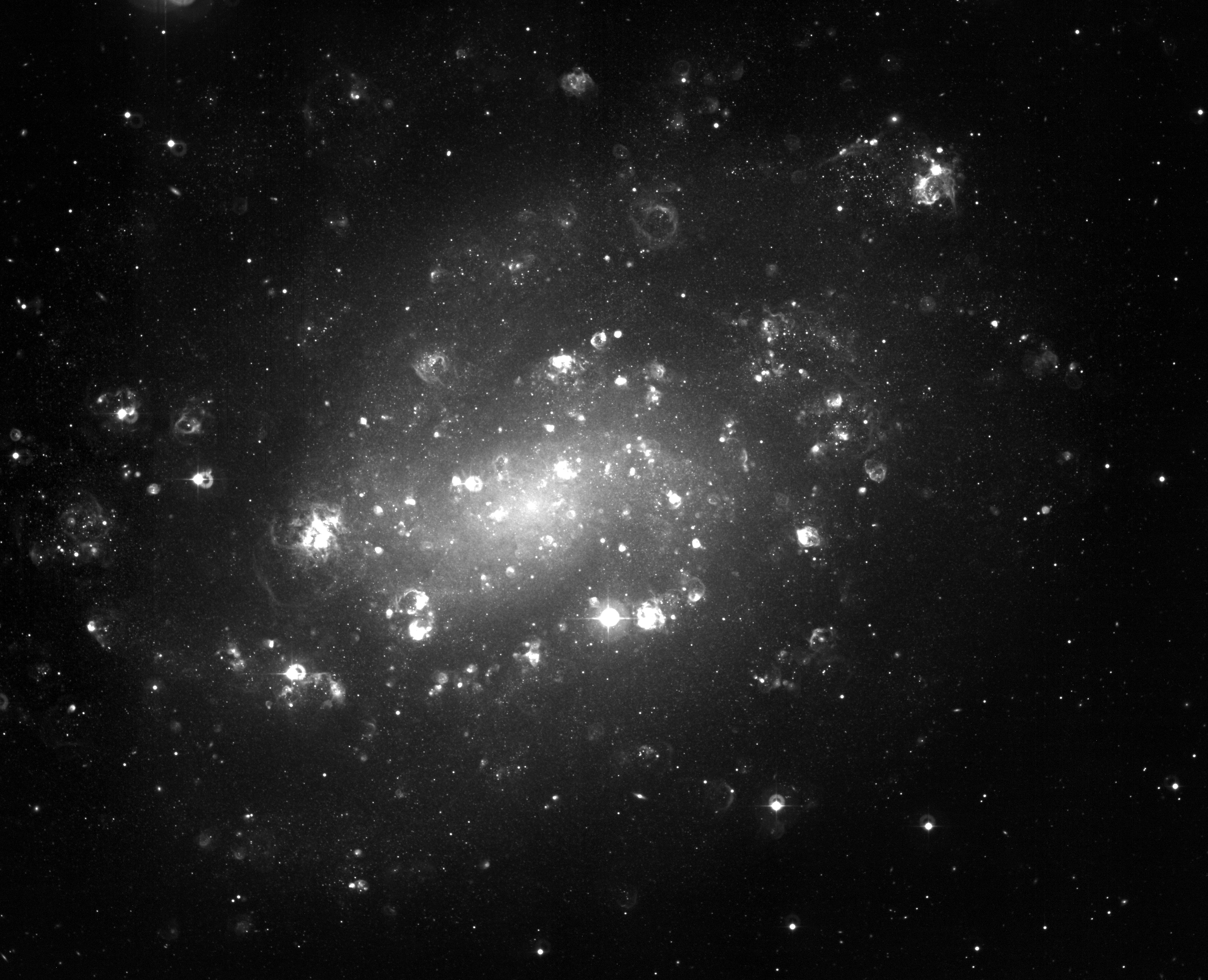
Image obtenue à travers un filtre H alpha (observatoire de La Silla). Plusieurs jeunes étoiles âgées de seulement quelques millions d'années sont visibles sur cette image.
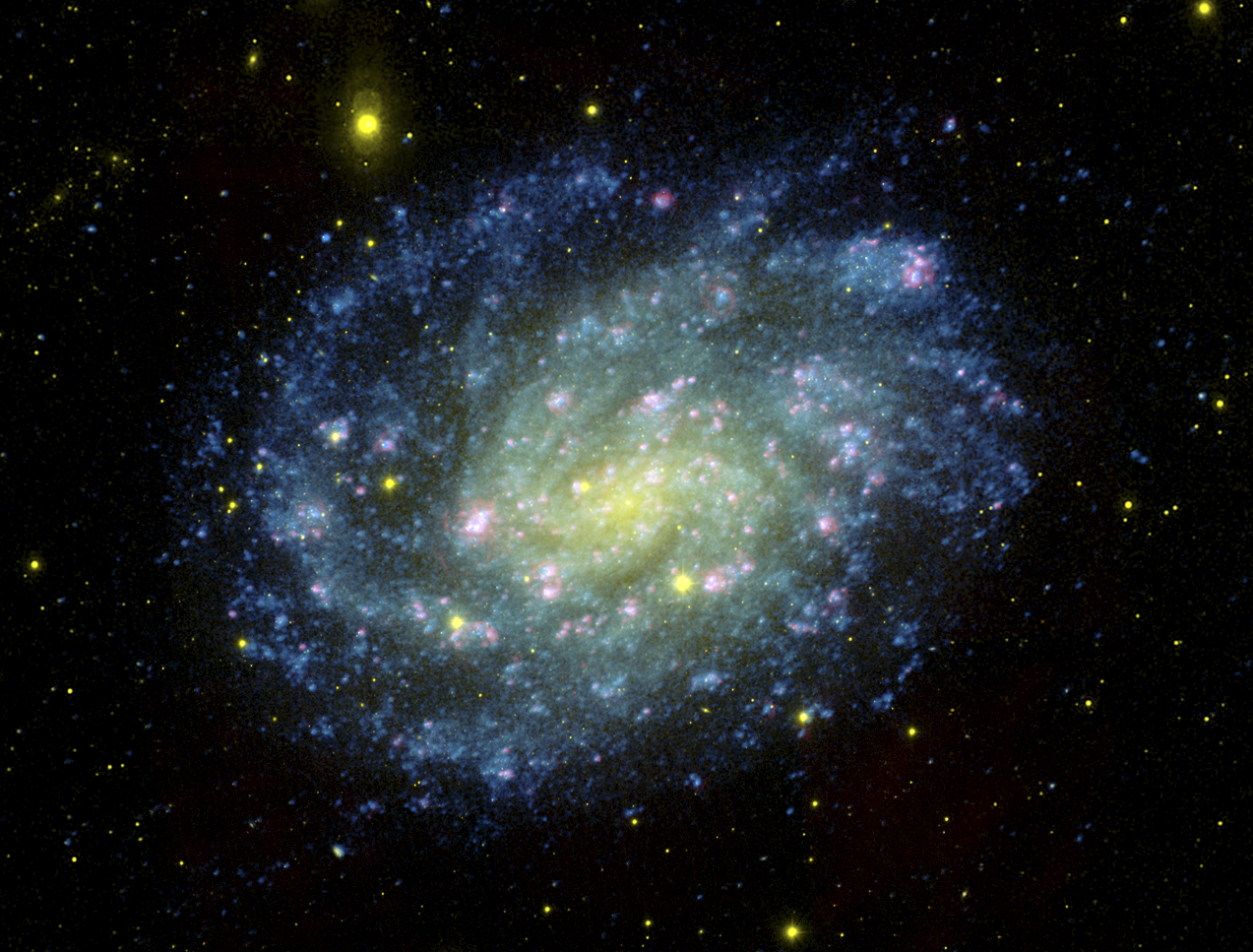
Image composite en lumière visible (Observatoire de Las Campanas) et en ultraviolet  (télescope spatial GALEX).
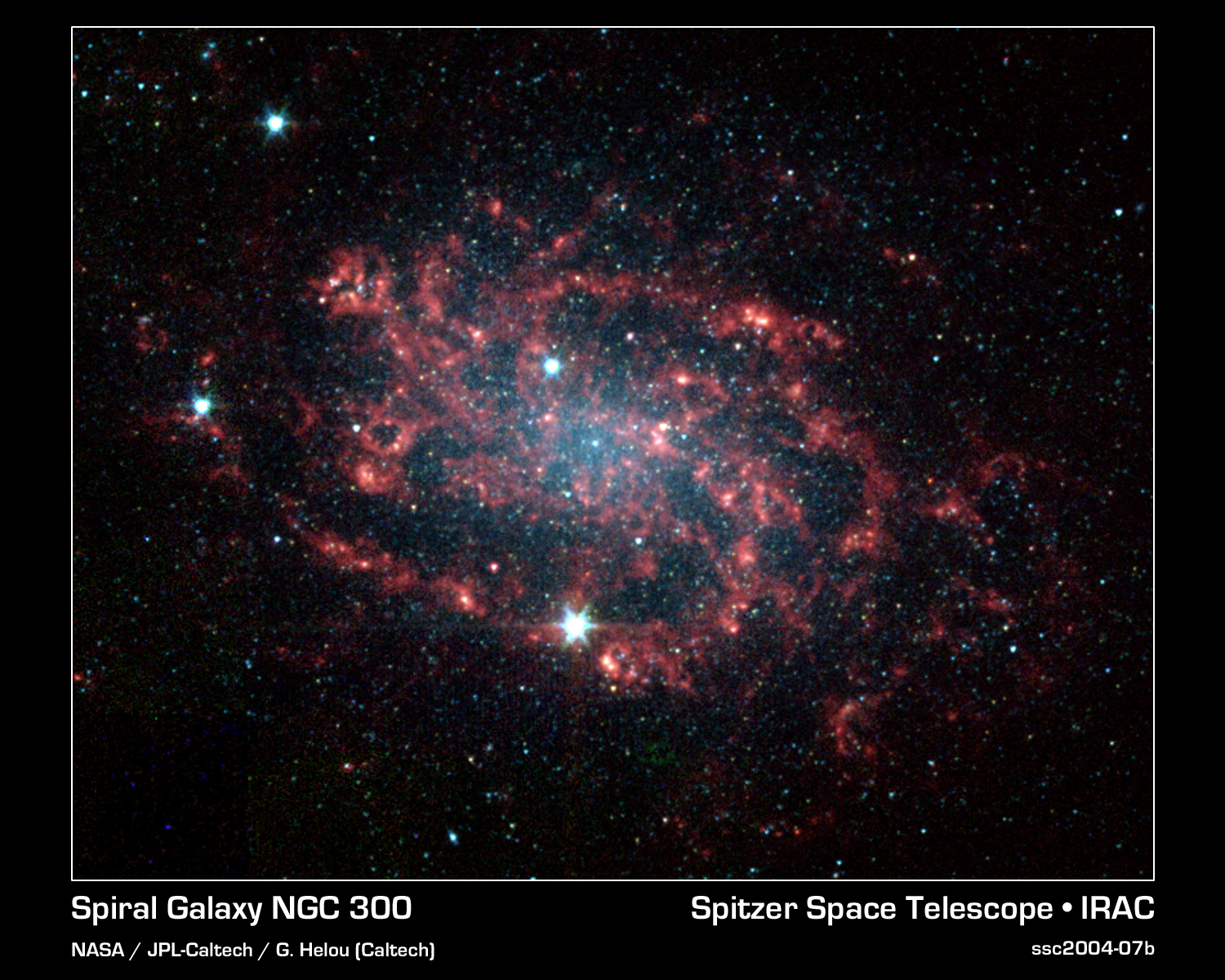
Cette image en infrarouge a été captée par le télescope spatial Spitzer. C'est la poussière des bras spiraux qui est en rouge sur cette image.
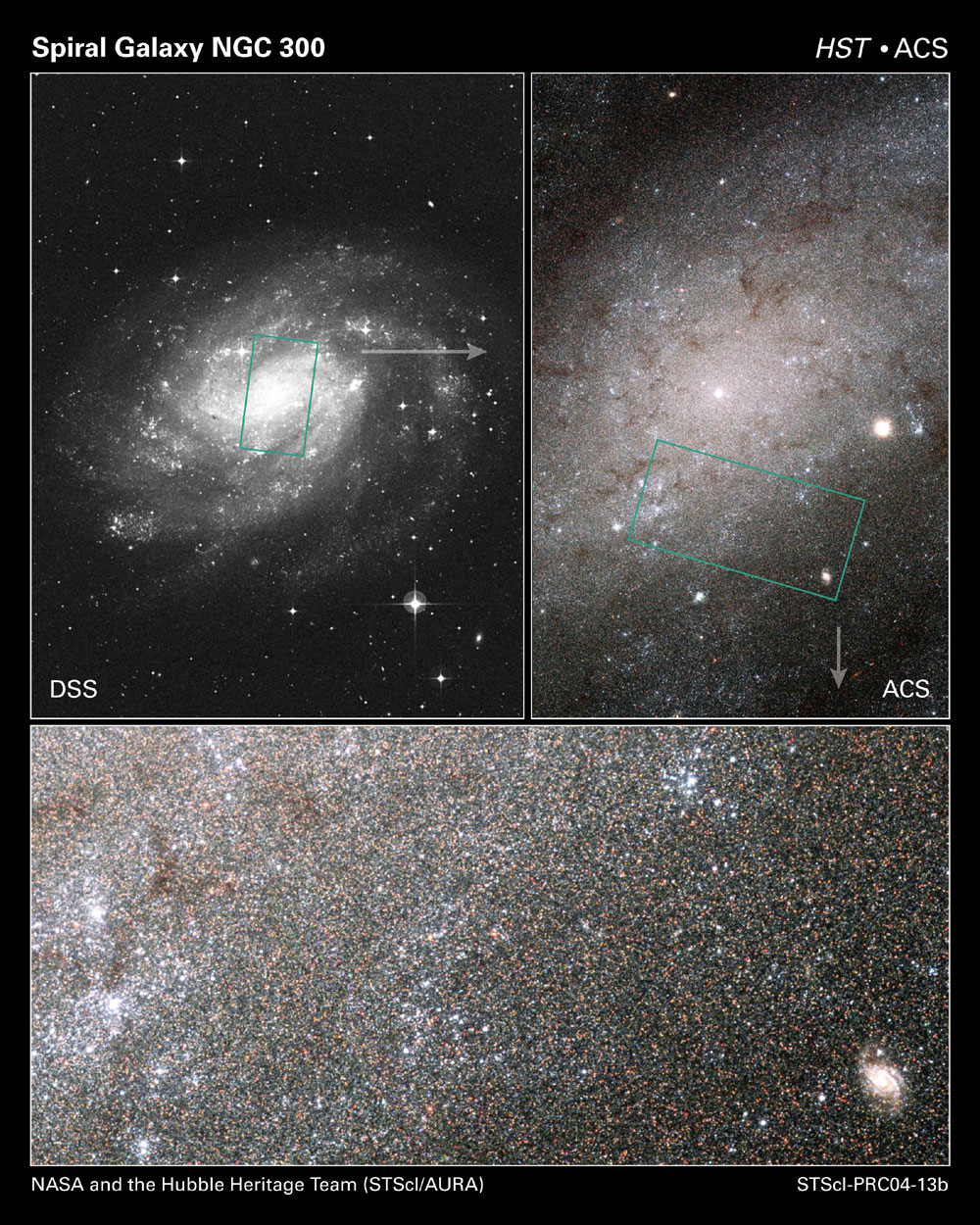
Photographie prise par le télescope spatial Hubble. En raison de sa relative proximité, des étoiles individuelles sont résolues sur cette image.
- Zoom vidéo à l'intérieur de NGC 300 (source ESO)